# Herrschaft Waldeck (Odenwald)
Die Herrschaft Waldeck im Odenwald bestand als solche vom ausgehenden 13. Jahrhundert bis zum Jahre 1537. Danach war das Gebiet als sogenannte „Kellerei Waldeck“ bis 1803 Teil der Kurpfalz. Herrschafts- bzw. Verwaltungssitz war die von Conrad II. von Strahlenberg erbaute Burg Waldeck in Vorderheubach, einem heutigen Ortsteil von Heiligkreuzsteinach im Rhein-Neckar-Kreis.

## Geschichte
Die Strahlenberger Edelfreien hatten sich im 13. Jahrhundert im Raum Schriesheim, auf der Grundlage von Vogteirechten des Klosters Ellwangen und gestützt auf ihre Burg Strahlenburg, eine kleine Herrschaft aufgebaut, die sie allerdings nur zu Lehen von Ellwangen hielten.
Eberhard von Strahlenberg († 1293), der jüngere Bruder Conrads II., wurde 1291 Bischof von Worms und belehnte danach seinen Neffen, Conrad III. von Strahlenberg, mit ausgedehntem Gebiet im Steinachtal nördlich von Neckarsteinach. Dort ließ Conrad III. zwischen 1293 und 1316 eine Reihe von Rodungssiedlungen anlegen, so u. a. Heiligkreuzsteinach, Bärsbach, Eiterbach, Lampenhain, Altneudorf, Vorderheubach, und Altenbach, die nunmehr in der von Ellwangen unabhängigen Herrschaft Waldeck zusammengefasst waren. Nach dieser regen Rodungs- und Besiedlungsphase mussten sich die Strahlenberger im Jahre 1315 gegenüber dem Bistum Worms verpflichten, keine neuen Dörfer mehr in der Ladenburger Allmende anzulegen.
Schon 1357 jedoch verkaufte Conrads Enkel Siegfried Burg und Herrschaft Waldeck an Pfalzgraf Ruprecht I. Die Pfalzgrafen vergaben Waldeck 1388 an die Familie des Ritters Kreis von Lindenfels, erwarben es aber 1537 unter Kurfürst Ludwig V. endgültig. Aus der Herrschaft Waldeck wurde nun die kurpfälzische „Kellerei Waldeck“, d. h. ein von einem sog. „Keller“ verwalteter Bezirk. Der Keller von Waldeck hatte seinen Amtssitz auf der Burg Waldeck und war für Verwaltung, Gerichtsbarkeit und Steuern zuständig. Nachdem die Burg Waldeck im Dreißigjährigen Krieg zerstört worden war, wurde die Kellerei nach Schönau verlegt, wo sie bis 1803 ansässig war.
Der Herrschaft Waldeck zuzuweisenden Befestigungen:
- Strahlenburg
- Burgschell
- Burg Waldeck
- Hirschburg I: Schanzenköpfle
- Hirschburg II: Hirschburg

Die der Herrschaft Waldeck zugeordneten Siedlungen:
- sogenannte Obere Gemeinde:

- Bärsbach
- Lampenhain
- Hohenöd (abgegangen)
- Vorderheubach

- Kohlhof
- Haumühle

- Heiligkreuzsteinach
- Euterbach
- (Alt)Neudorf[2]
- Wilhelmsfeld[2]
- Heddesbach[2]
- Hinterheubach[2]
- Hof Schelmbach (abgegangen)
- Altenbach

## Herren von Waldeck
Herren von Waldeck (mit erster und letzter urkundlicher Erwähnung) waren:
1. Conrad II. von Strahlenberg (1250–1283), Stadtherr von Schriesheim, Erbauer der Burg Waldeck
  1. Conrad III. von Strahlenberg (1283–1296), Stadtherr von Schriesheim, Herr von Waldeck
    1. Conrad IV. von Strahlenberg(1303–1309), Herr von Waldeck
    2. Rennewart II. von Strahlenberg (1301–1347), Herr von Waldeck
      1. Siegfried von Strahlenberg (1342–1368), Herr von Waldeck, verkaufte Waldeck 1357 an Kurpfalz